# Coniopteryx (Coniopteryx) vanharteni
Coniopteryx (Coniopteryx) vanharteni is een insect uit de familie van de dwerggaasvliegen (Coniopterygidae), die tot de orde netvleugeligen (Neuroptera) behoort. 
Coniopteryx (Coniopteryx) vanharteni is voor het eerst wetenschappelijk beschreven door Sziráki in 1997.